# Гемцитабин
Гемцитабин — цитотоксический препарат, антиметаболит из группы антагонистов пиримидинов.
Гемцитабин, продаваемый, среди прочего, под торговой маркой Гемзар, представляет собой химиотерапевтический препарат, используемый для лечения ряда видов рака. Эти виды рака включают рак яичек, рак молочной железы, рак яичников, немелкоклеточный рак легкого, рак поджелудочной железы и рак мочевого пузыря . Его вводят путем медленной инъекции в вену.
Общие побочные эффекты включают миелотоксичность, проблемы с печенью и почками, тошноту, лихорадку, сыпь, одышку, язвы во рту, диарею, невропатию и выпадение волос. Использование во время беременности может нанести вред ребенку. Гемцитабин относится к семейству препаратов-аналогов нуклеозидов. Он работает, блокируя создание новой ДНК, что приводит к гибели клетки.
Гемцитабин был запатентован в 1983 году и одобрен для медицинского применения в 1995 году. Общие версии были представлены в Европе в 2009 году и в США в 2010 году . Он включен в Примерный перечень ВОЗ основных лекарственных средств Всемирной организации здравоохранения.

## Фармакологическое действие
Препарат проявляет циклоспецифичность, действуя на клетки в фазах S и G1/S.
Гемцитабин метаболизируется внутри клетки под действием нуклеозидкиназ с образованием активных дифосфатных и трифосфатных нуклеозидов. Дифосфатные нуклеозиды ингибируют рибонуклеотидредуктазу, которая действует в качестве единственного катализатора реакций, приводящих к образованию дезоксинуклеозидтрифосфатов, необходимых для синтеза ДНК. Трифосфатные нуклеозиды активно конкурируют с дезоксицитидинтрифосфатом за встраивание в молекулы ДНК и РНК. После встраивания внутриклеточных метаболитов гемцитабина в цепь ДНК, к её растущим нитям добавляется ещё один дополнительный нуклеотид. В результате этих событий наступает полное ингибирование дальнейшего синтеза ДНК и запрограммированный лизис клетки, известный как апоптоз.

## Медицинское использование
Гемцитабин используется при различных карциномах. Он используется только в качестве терапии первой линии при раке поджелудочной железы и в комбинации с цисплатином при запущенном или метастатическом раке мочевого пузыря и запущенном или метастатическом немелкоклеточном раке легкого. Он используется в качестве терапии второй линии в комбинации с карбоплатином при раке яичников и в комбинации с паклитакселом при метастатическом раке груди, который не может быть удален хирургическим путем  .
Гемцитабин часто используют не по назначению для лечения холангиокарциномы и других видов рака желчных путей.
Его вводят путем инъекции в вену в химиотерапевтической клинике.

## Фармакокинетика

### Распределение
Связывание с белками плазмы незначительное.

### Выведение
T½ колеблется от 32 мин до 94 мин. Гемцитабин быстро выводится из организма с мочой в основном в виде неактивного метаболита 2'-дезокси-2',2'-дифторуридина. Менее 10 % дозы, введённой внутривенно, обнаруживается в моче в неизмененном виде.
Системный клиренс колеблется от 30 л/ч/м2 до 90 л/ч/м2 (см. Площадь поверхности тела).

### Фармакокинетика в особых клинических случаях
Анализ фармакокинетических исследований с однократным и многократным введением препарата показывает, что Vd в значительной степени зависит от пола. Системный клиренс зависит от пола и возраста. Почечная недостаточность лёгкой или средней степени тяжести (скорость клубочковой фильтрации от 30 мл/мин до 80 мл/мин) не оказывает заметного влияния на фармакокинетику гемцитабина.

## Показания
- рак мочевого пузыря;
- местно-распространенный или метастатический немелкоклеточный рак лёгкого (как препарат первой линии в качестве монотерапии или в комбинации с цисплатином);
- рак поджелудочной железы (местно-распространенная или метастатическая аденокарцинома поджелудочной железы).
- Гемцитабин при монотерапии или в комбинации с другими противоопухолевыми средствами также проявляет активность при раке молочной железы, раке яичников, местно-распространенном мелкоклеточном раке лёгкого и местно-распространенном рефрактерном раке яичка.

## Режим дозирования
- При раке мочевого пузыря при монотерапии гемцитабин вводят внутривенно капельно в дозе 1.25 г/м2 в течение 30 мин в 1, 8 и 15 дни каждого 28-дневного цикла. В комбинации с цисплатином гемцитабин вводят в дозе 1 г/м2 в 1, 8 и 15 дни каждого 28-дневного цикла. Цисплатин вводят в дозе 70 мг/м2 в 1 (сразу после гемцитабина) или 2 день каждого 28-дневного цикла.
- При немелкоклеточном раке лёгкого при монотерапии гемцитабин вводят внутривенно капельно в дозе 1 г/м2 в течение 30 мин 1 раз в неделю в течение 3 недель с последующим недельным перерывом. После этого повторяют аналогичные 4-недельные циклы. В комбинации с цисплатином гемцитабин вводят внутривенно капельно в дозе 1.25 г/м2 в 1 и 8 дни каждого 21-дневного цикла или в дозе 1 г/м2 в 1, 8 и 15 дни каждого 28-дневного цикла.
- При раке поджелудочной железы при монотерапии гемцитабин вводят внутривенно капельно в дозе 1 г/м2 в течение 30 мин 1 раз в неделю в течение 7 недель с последующим недельным перерывом. При последующих циклах инъекцию производят 1 раз в неделю в течение 3 недель с последующим недельным перерывом.

У больных, получающих гемцитабин, перед каждым введением необходимо контролировать количество тромбоцитов, лейкоцитов и гранулоцитов в крови. В случае развития гематологической токсичности дозу гемцитабина можно уменьшить, или отложить её введение.
Для выявления негематологической токсичности необходимо проводить регулярное обследование больного и контролировать функции печени и почек. В зависимости от степени токсичности дозу можно снижать в ходе каждого цикла или с началом нового цикла ступенчато. Решение об отсрочке очередного введения препарата должно базироваться на клинической оценке врачом динамики токсических проявлений. У пациентов пожилого возраста не имеется данных, позволяющих предположить необходимость коррекции дозы, хотя клиренс гемцитабина и T1/2 с возрастом изменяются.

## Правила приготовления раствора
Для приготовления раствора гемцитабина следует использовать только 0.9 % раствор натрия хлорида без консервантов. Для растворения 200 мг препарата во флакон добавляют не менее 5 мл 0,9 % раствора натрия хлорида для инъекций, для растворения 1 г препарата — не менее 25 мл. Флаконы встряхивают до полного растворения лиофилизированного порошка. Максимальная концентрация гемцитабина не должна превышать 40 мг/мл. В растворах с концентрацией гемцитабина более 40 мг/мл возможно неполное растворение. Приготовленный раствор гемцитабина, содержащий соответствующую дозу препарата, перед введением разбавляют достаточным количеством 0,9 % раствора натрия хлорида для инъекций для проведения внутривенного вливания в течение 30 мин. Перед парентеральным введением необходим визуальный контроль приготовленного раствора на наличие механических примесей и изменение цвета.

## Побочное действие

### Со стороны системы кроветворения
Анемия, лейкопения, тромбоцитопения.

### Со стороны пищеварительной системы
Тошнота, рвота, анорексия, диарея, стоматит, повышение уровня печёночных ферментов в сыворотке крови.

### Со стороны мочевыделительной системы
Протеинурия, гематурия; редко — симптомы, сходные с гемолитическим уремическим синдромом. 

Лечение Гемзаром следует прекратить при возникновении первых признаков микроангиопатической гемолитической анемии, таких как резкое снижение уровня гемоглобина с сопутствующей тромбоцитопенией и увеличением уровней билирубина, креатинина, мочевины и/или ЛДГ в сыворотке крови. Почечные нарушения могут быть необратимыми даже после отмены лечения (может потребоваться проведение гемодиализа).

### Дерматологические реакции
Кожные высыпания, сопровождающиеся зудом, частичная алопеция.

### Со стороны дыхательной системы
Одышка; редко — бронхоспазм, интерстициальная пневмония, отёк лёгкого, респираторный дистресс-синдром. При возникновении данных симптомов лечение гемцитабином следует прекратить.

### Со стороны сердечно-сосудистой системы
Часто — периферические отёки; в единичных случаях — артериальная гипотензия.

### Со стороны организма в целом
Часто — гриппоподобные симптомы (в том числе лихорадка, головная боль, озноб, миалгия, астения); возможны кашель, ринит, недомогание, повышенное потоотделение.

### Аллергические реакции
Редко — анафилактические реакции.

## Противопоказания
- беременность;
- период лактации;
- повышенная чувствительность к препарату.

## Беременность и лактация
Препарат противопоказан при беременности и в период лактации. Во время лечения женщинам и мужчинам следует использовать надёжные способы контрацепции.

## Особые указания
С осторожностью следует назначать гемцитабин пациентам с нарушениями функции печени или почек. Безопасность и эффективность применения гемцитабина у больных с выраженными нарушениями функций печени и почек не изучены.
Во время лечения необходимо периодически контролировать функции печени и почек.
Показано, что увеличение длительности инфузии и частоты введений приводит к повышению токсичности.
При введении гемцитабина в дозе 1 г/м2 (до 6 недель лечения) на фоне проводимой лучевой терапии на область грудной клетки у больных с немелкоклеточным раком лёгких наблюдались значительная токсичность в виде тяжёлого и потенциально угрожающего жизни эзофагита и пневмонии.
Оптимальный режим для безопасного введения гемцитабина в сочетании с терапевтическими режимами лучевой терапии до настоящего времени не определён.

## Использование в педиатрии
Безопасность и эффективность применения гемцитабина у детей не изучены.

## Контроль лабораторных показателей
У больных, получающих гемцитабин, перед каждым введением дозы необходимо контролировать количество тромбоцитов, лейкоцитов и гранулоцитов в крови.

## Передозировка

### Симптомы
Усиление токсического действия. Клинически допустимая токсичность наблюдалась при введении гемцитабина в однократных дозах вплоть до 5.7 г/м2 в/в в течение 30 мин каждые 2 недели.

### Лечение
В случае подозрения на передозировку больному необходимо обеспечить постоянный врачебный контроль, включая подсчёт формулы крови. При необходимости показано проведение симптоматической терапии. Антидот гемцитабина неизвестен.

## Лекарственное взаимодействие
Иммунодепрессанты (азатиоприн, хлорамбуцил, ГКС, циклофосфамид, циклоспорин, меркаптопурин) увеличивают риск возникновения инфекций. Снижает выработку антител и усиливает побочные эффекты при одновременном применении инактивированных или живых вирусных вакцин (интервал между применением лекарственных средств должен быть от 3 до 12 мес).

## Условия и сроки хранения
Препарат (невскрытые флаконы) следует хранить при комнатной температуре (не выше 30 °C). Срок годности — 3 года.
Приготовленный раствор гемцитабина можно хранить при комнатной температуре (не выше 30 °C) в течение 24 ч; не замораживать, так как может произойти кристаллизация.

## Условия отпуска из аптек
Препарат отпускается по рецепту.